# رابرت کالیفرنیا
رابرت کالیفرنیا، معروف به باب کازاماکیس، یک شخصیتی تخیلی در مجموعه تلویزیونی کمدی اداره است که توسط جیمز اسپیدر به تصویر کشیده شده‌است. در فصل هشتم، رابرت موفق شد جو بنت، مدیرعامل سابق سیبر را ترغیب کند تا او را به جای خود مدیرعامل منصوب کند. در قسمت پایانی فصل هشتم، رابرت پس از خرید داندر میفلین توسط دیوید والاس از شرکت جدا می‌شود.
رابرت کالیفرنیا در نسخه اصلی بریتانیایی هیچ همتایی ندارد.

## زندگی‌نامه
رابرت کالیفرنیا مدیر عامل سابق داندر میفلین / سیبر است. وی که فردی معمایی بود، اغلب کارمندان دفتر شعبه اسکرانتون را به ویژه مدیر منطقه اندی برنارد الهام بخش و مرعوب می‌کرد.
رابرت سه بار ازدواج کرده است، با همسر سوم خود، سوزان، پس از وقایعی او را ترک کرد. رابرت همچنین یک پسر کوچک به نام برت دارد. مشخص نیست که آیا رابرت او را با سوزان به دنیا آورده‌است.
وبگا شرکت سیبر حاکی از آن است که رابرت ممکن است نسبی از نژاد سرخ‌پوست باشد، همین امر می‌تواند دلیل عدم تمایل شدید وی به کریستوفر کلمب باشد. در قسمت «جنگ چمنی» مشخص شد که «رابرت کالیفرنیا» نام اصلی او نیست، و در قسمت بعدی، او خود را به دیوید والاس با عنوان «باب کازاماکیس» معرفی می‌کند، گرچه مشخص نیست «کازاماکیس» نام خانوادگی واقعی وی یا صرفاً نام مستعار دیگری است. با این حال، در طول سریال، شخصیت‌های دیگر تقریباً همیشه با نام کامل «رابرت کالیفرنیا» از او نام می‌برند.